# ステラ・マッカートニー

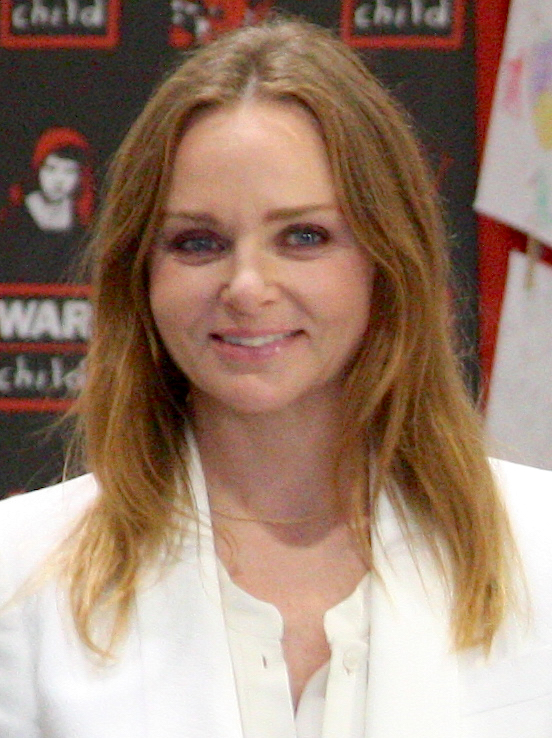
ステラ・マッカートニー（2014年）

ステラ・マッカートニー（Stella Nina McCartney、1971年9月13日 - ）はイギリスのファッションデザイナー。

## 経歴
ビートルズのポール・マッカートニーとリンダ・マッカートニーの三女として、ロンドンサザーク区キャンバーウェルにあるキングス・カレッジ・ロンドンの病院にて出生。
12歳でデザインを始め、15歳でクリスチャン・ラクロワの最初のクチュールコレクションの仕事をした後、サヴィル・ロウで修業を積む。1995年、ロンドンのセントラル・セント・マーチンズ・カレッジ・オブ・アート・アンド・デザイン卒業コレクションで一躍脚光を浴びる。1997年3月にはカール・ラガーフェルドの後継者として、フランスのクチュールブランド、クロエのチーフ・デザイナーに指名された。2000年、VH1アウォードおよび、ヴォーグ・ファッション・アンド・ミュージック・デザイナー・オブ・ザ・イヤー受賞。
2001年にはクロエを退社し、グッチとのパートナーシップの下で自身のブランド「Stella McCartney」をスタート。デビュー・コレクションは2001年10月の2002春夏パリ・コレクションで披露された。
2002年に雑誌『Wallpaper』の発行者アラスデア・ウィリスとスコットランドのビュート島で結婚。母のリンダがポールと結婚した際に着たウェディングドレスをリメイクして着用した。式にはガイ・リッチーとマドンナ夫妻（当時）、リブ・タイラー、プリテンダーズのクリッシー・ハインド、コールドプレイのクリス・マーティンとグウィネス・パルトロー、ケイト・モス、ピアース・ブロスナンらが出席した。その後3人の子ども（息子2人、娘1人）をもうける。
2003年にはバラの香りをベースにした初の香水「ステラ」を発売したほか、ロサンゼルス・ハリウッドにショップをオープンさせた。
2005年春からはアディダスと提携し、女性のためのスポーツウェアライン「Adidas by Stella McCartney」（アディダス・バイ・ステラ・マッカートニー）を発表。また同年H&Mとコラボレートし、「Stella McCartney for H&M」（ステラ・マッカートニー・フォー・H&M）を発表、アンダーウェアからアクセサリーまでデザインしている。最近ではオーガニックな素材だけを使った化粧品のビジネス「Simply Stella」をスタートさせたほか、イギリスのクレジットカード「Coutts credit card」のデザインも手掛けている。
2013年、ファッション界での功績により大英帝国勲章(OBE)を受章。
2023年2月、ファッション界での功績、持続可能性への取り組みなどが評価され、
大英帝国勲章3位（CBE）を受章した。

## 人物
両親と同じく厳格な菜食主義者で、ファー・シルク・ラムウール・レザーを用いた仕事をすることを拒否しているほか、動物愛護活動にも熱心である。
有名人の子女という立場が職業に近い形で存在する英国では、デザイナーとして活躍し始めてしばらく経った頃も、人名事典に「元ビートルズのポール・マッカートニーの娘」とだけ記載されていた。

## 日本での展開

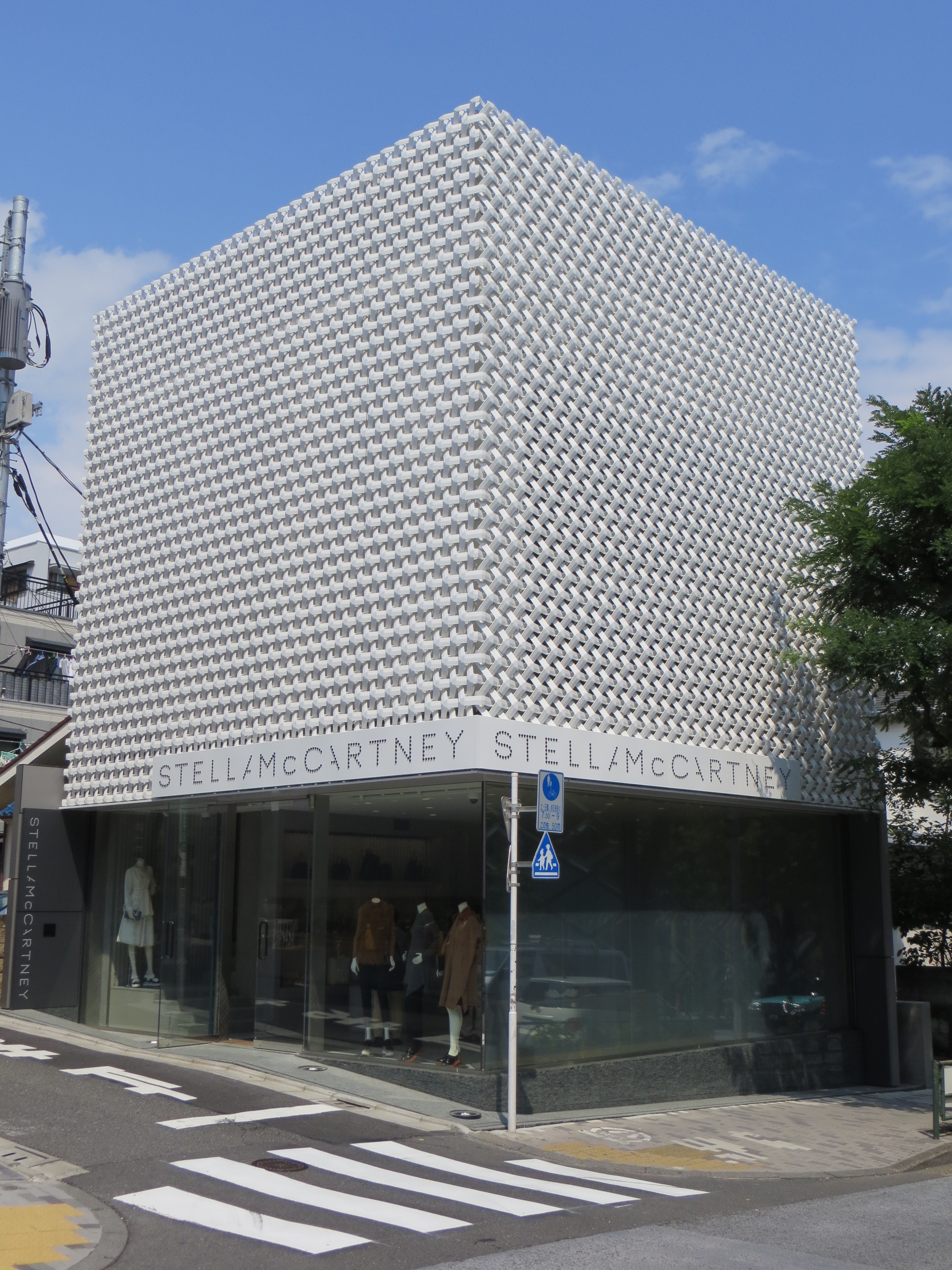
ステラ マッカートニー 青山（東京都港区南青山）

日本での販売に関しては、ユニット＆ゲスト社（サンエー・インターナショナル傘下）に販売とPRを委託していたが、契約を終了し、「ステラ・マッカートニー・ジャパン」を2012年に設立しユニット＆ゲストの小澤一之がCEOに就任した。